# Redningstjenesten
|  | Denne artikel er oprettet af botten Steenthbot ud fra en ekstern database. Den kan derfor have sproglige fejl eller mangler. Denne skabelon kan fjernes efter kontrol af indholdet. |

Redningstjenesten er en dansk dokumentarfilm fra 1964 instrueret af Frank Paulsen efter eget manuskript.

## Handling
Redningstjenesten hos DSB i tilfælde af krig.

## Medvirkende
- Carl Ottosen